# Tumut
Tumut est une ville australienne située dans la zone d'administration locale des vallées Snowy, dont elle est le siège, en Nouvelle-Galles du Sud.

## Géographie
La ville est située dans la Riverina au sud de la Nouvelle-Galles du Sud et arrosée par la Tumut.

## Démographie
| 2001  | 2006  | 2011  | 2016  | 2021  |
| ----- | ----- | ----- | ----- | ----- |
| 6 197 | 6 078 | 6 238 | 6 230 | 6 518 |